# Аргон
Арго́н, Арґон (Ar) — хімічний елемент з атомним номером 18, а також його проста речовина, інертний газ, без кольору і запаху. Вважається, що він не вступає в реакції з іншими елементами, проте нещодавно встановлено, що він може з'єднуватися з фторидом бору[джерело?]. Міститься в атмосфері Землі (0,9 %).
(Argon; грец. αργος— недіяльний) Ar — хімічний елемент 18 групи періодичної системи хімічних елементів, один з інертних газів. Порядковий номер 18, атомна маса 39,944. Природний аргон складається з ізотопів 36Ar (0,337 %). 38Ar (0,063 %), 40Ar (99,600 %); штучно одержано радіоактивні ізотопи усіх мас від 30Ar до 53Ar.
Аргон — безколірний, молекули його одноатомні; t°кип. — -185,83 °C, t°плав.— -189,3 °C, критична температура — -122,4 °C; критичний тиск — 48 атм. В природі аргон зустрічається лише у вільному стані і становить 0,933 % (за об'ємом) повітря, з якого вперше його виділили у 1894 році У. Рамзай і Дж. Релей. У промисловості аргон добувають фракціонуванням рідкого повітря.

## Історія
Ще у 1785 році Кавендіш пропускаючи через суміш азоту і кисню електричні іскри і видаляючи утворений оксид азоту лугом, виявив, що невелика частина азоту не вступала у реакції. Його об'єм був близько 1/120 від початкового об'єму повітря. Проте Кавендіш так і не зумів пояснити результати свого досліду.
Тільки через 100 років англійські хіміки лорд Релей (1842–1919) і Вільям Рамзай, намагаючись зрозуміти різницю у густині азоту, отриманому з атмосфери, і азоту, отриманому з аміаку, згадали про досліди Кавендіша, і припустили, що різниця викликана домішками невідомого газу.
У 1894 році вони виділили і описали газ, що залишився після того як з ємності з повітрям було вилучено весь кисень, вуглекислий газ і пари води.
За пропозицією доктора Медана (голови засідання, на якому було зроблено доповідь про відкриття), Рейлі і Рамзай дали новому газу ім'я «аргон» (від грец. Αργός — лінивий, повільний, неактивний). Ця назва підкреслює найважливішу властивість елемента — його хімічну неактивність.
У 1904 році Рамзай і Релей отримали Нобелівські премії з хімії і фізики відповідно.
Спочатку хімічним символом аргону була одна літера «А», і тільки у 1957 році IUPAC змінила позначення на сучасне Ar.

## Розповсюдженість
Аргон складає 0,9 % повітря за об'ємом і 1,3 % за масою і є третім за розповсюдженістю після азоту і кисню. Більшість аргону в атмосфері утворилося при розпаді радіоактивного калію-40. У земній корі його кларк становить 1,5×10−6, тобто 1,5 грама на тонну. У океані його концентрація ще нижча — 4,5×10−7.
У речовині Сонця доля аргону становить 7×10−5, а загалом у Всесвіті — 0,02 %. Цікаво, що у космосі більш розповсюдженим є аргон-36, що утворюється у зірках масою більше 11 сонячних у фазі горіння кремнію.

## Отримання
У промисловості аргон отримують як побічний продукт при великомасштабному розділенні повітря на кисень і азот. При температурі -185,9° C аргон конденсується, при -189,4 °C — кристалізується.

## Застосування

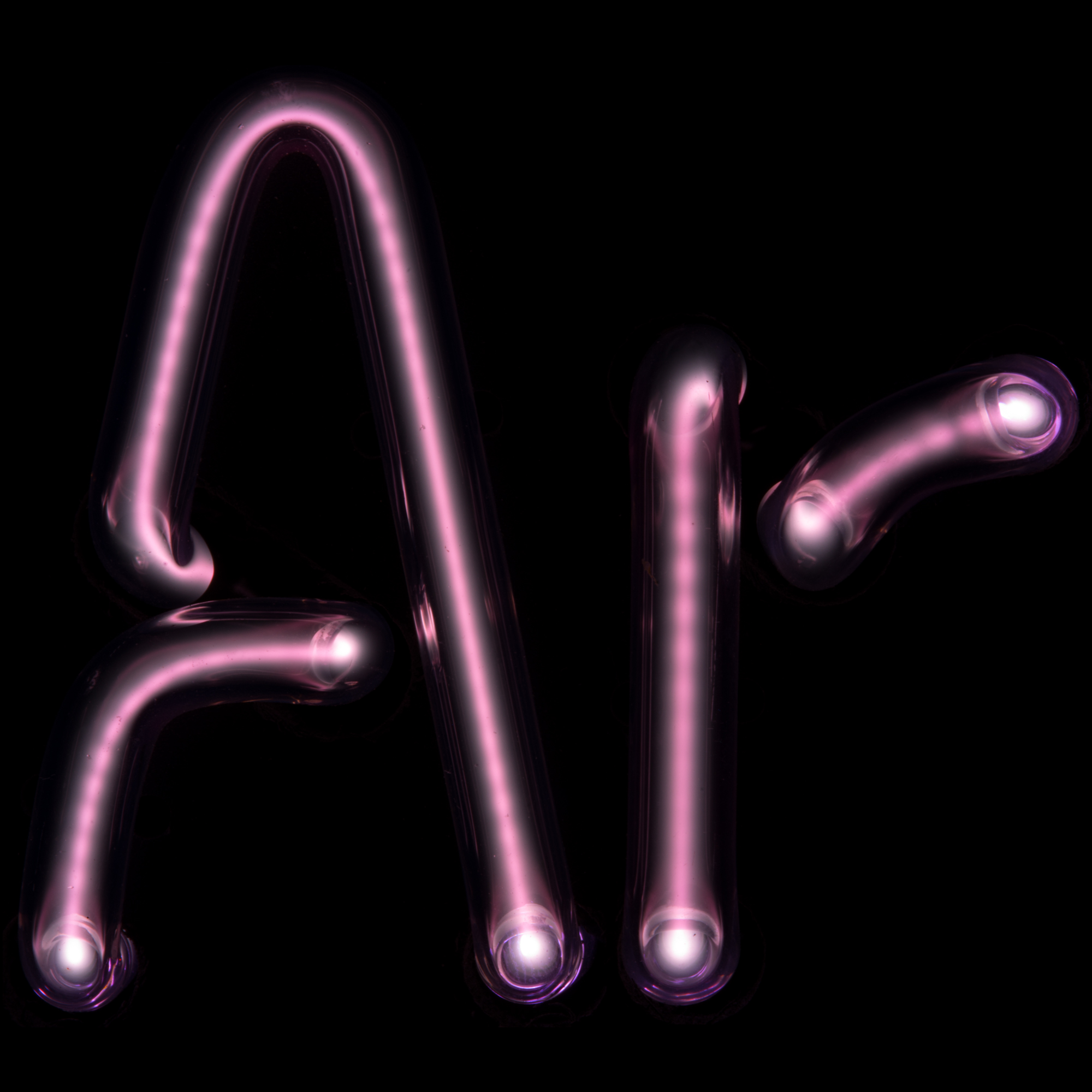
Наповнена аргоном газорозрядна лампа

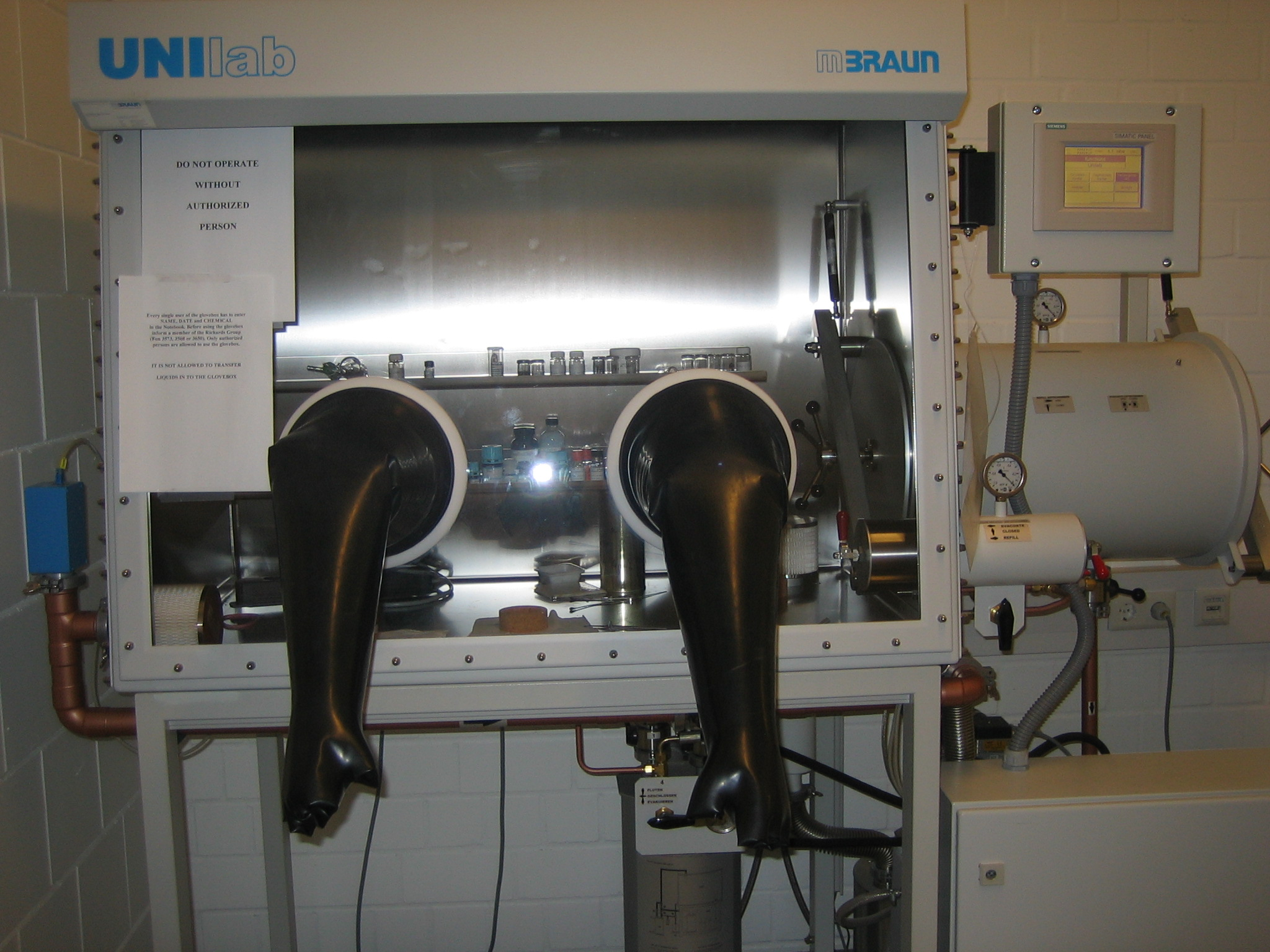
Наповнений аргоном бокс для роботи в інертній атмосфері

Використовується в газорозрядних трубках і аргонових лазерах.
З ламп розжарювання та інших електронних приладів для запобігання їх корозії від взаємодії з атмосферним киснем відкачують повітря, а для підтримки внутрішнього тиску його заміщають аргоном.
Аргоном заповнюють подвійні вікна для кращої термоізоляції.
У птахівництві аргон використовують для безболісного приспання курей.
Як радіоактивний індикатор використовують 37Ar, період напіврозпаду якого 34 дні.
Також поширене використання аргону як захисного шару при зварюванні кольорових металів та нержавіючих сталей. Для цього використовуються як сам аргон, так і його суміш з вуглекислим (82 % Ar, 18 % CO2; 82 % Ar, 16 % CO2, 2 % O2) та іншими газами (Ar-He).
Через особливості взаємодії аргону з нейтрино, можливо побудувати більш чутливі детектори, використовуючи великі об'єми рідкого аргону як робоче тіло. Найбільшим детектором такого типу, що наразі працює є експеримент DUNE Far Detector
Вимірюючи співвідношення аргону і калію у мінералах можна дізнатись час його останнього розплавлення (калій-аргонова радіометрія).

## Ізотопи

### Стабільні
Існує три стабільних ізотопи аргону. Найбільш поширеним (99,6003 %) є аргон-40. Він утворюється під час розпаду радіоактивного калію-40. Калій є розповсюдженим елементом на Землі (2,5 % у земній корі), тому кількість калію-40, хоч його доля і складає наразі лише 0,012 %, теж була значна. Другий за розповсюдженістю ізотоп — аргон-36 (0,3365 %) а третій — аргон-38 (0,0632 %).

### Радіоактивні
Наразі відомі кілька десятків нестабільних ізотопів аргону:
| Масове число | Спін     | Період напіврозпаду | Основні канали розпаду | Продукти розпаду |
| ------------ | -------- | ------------------- | ---------------------- | ---------------- |
| 30           | 0        | 20 нс               | 2p                     | сірка-28         |
| 31           | 5/2      | 14,4 мс             | β+p (63 %)             | сірка-30         |
| 31           | 5/2      | 14,4 мс             | β+ (28 %)              | хлор-31          |
| 31           | 5/2      | 14,4 мс             | β+2p (7.2 %)           | фосфор-29        |
| 32           | 0        | 98,1 мс             | β+ (57 %)              | хлор-32          |
| 32           | 0        | 98,1 мс             | β+p (43 %)             | сірка-31         |
| 33           | 1/2      | 173 мс              | β+ (61 %)              | хлор-33          |
| 33           | 1/2      | 173 мс              | β+p (39 %)             | сірка-32         |
| 34           | 0        | 845 мс              | β+                     | хлор-34          |
| 35           | 3/2      | 1,775 с             | β+                     | хлор-35          |
| 37           | 3/2      | 34,95 доби          | ε                      | хлор-37          |
| 39           | 7/2      | 269,2 роки          | β-                     | калій-39         |
| 41           | 7/2      | 1,82 години         | β-                     | калій-41         |
| 42           | 0        | 32,98 роки          | β-                     | калій-42         |
| 43           | 5/2      | 5,36 хвилини        | β-                     | калій-43         |
| 44           | 0        | 11,87 хвилини       | β-                     | калій-44         |
| 45           | невідомо | 21,48 с             | β-                     | калій-45         |
| 46           | 0        | 8,4 с               | β-                     | калій-46         |
| 47           | 3/2      | 1,23 с              | β- (99 %)              | калій-47         |
| 47           | 3/2      | 1,23 с              | β-n (1 %)              | калій-46         |
| 48           | 0        | 475 мс              | β-                     | калій-48         |
| 49           | 3/2      | 170 мс              | β-n (65 %)             | калій-48         |
| 49           | 3/2      | 170 мс              | β- (35 %)              | калій-49         |
| 50           | 0        | 170 нс              | β- (65 %)              | калій-50         |
| 50           | 0        | 170 нс              | β-n (35 %)             | калій-49         |
| 51           | 3/2      | 200 нс              | β-                     | калій-51         |
| 52           | 0        | 10 мс               | β-                     | калій-52         |
| 53           | 5/2      | 3 мс                | β-                     | калій-53         |
| 53           | 5/2      | 3 мс                | β-n                    | калій-52         |